# Totentanz (Adès)
Totentanz is een compositie van de Britse componist Thomas Adès. Adès zette muziek onder een 15e-eeuwse anonieme tekst, die de strijd aangeeft tussen leven en dood. Bijzondere kanttekening daarbij is dat volgens de tekst de dood daarbij toch altijd wint. Het werk is geschreven in opdracht van Robin Boyle van Faber Music, de muziekuitgeverij van Adès. Het is opgedragen aan Witold Lutoslawski en diens vrouw Danuta.
De eerste uitvoering van het werk vond plaats tijdens het Proms-concert van 17 juli 2013. Adès gaf zelf leiding aan het BBC Symphony Orchestra met als solisten Simon Keenlyside en Christianne Stotijn in het volgende programma:
- Benjamin Britten – Sinfonia da requiem
- Witold Lutosławski – Celloconcert (Solist Paul Watkins)
- Witold Lutosławski – Sachervariatie (voor cello solo)
- Thomas Adès - Totentanz.

Op zondag 28 juli 2013 waren de werken te horen en te zien via een uitzending op BBC4, met uitleg (behalve Sachervariatie) van Adès. De afsluitende titelrol werd muzikaal ondersteund door Always Look on the Bright Side of Life van Monty Python.
De muziek en tekst van Totentanz loopt parallel met een fries (In de klassieke bouwkunst is het een  doorlopende band met voorstellingen) die te zien was in de Marienkirch te Lübeck tot tot29 maart 1942, toen de kerk deels sneuvelde als gevolg van een luchtgevecht. Het (getekende) verhaal behandelt een aantal figuren, die allemaal ten onder gaan in de doodstrijd. Het werk volgt de rangen en standen van de 15e eeuw, maar allereerst is de Dood steeds zelf aan het woord. De cyclus heeft een volgorde die gelijkenis vertoont met de Schilderijententoonstelling van Modest Moessorgski. De dood (de bariton) verzorgt steeds een introductie waarna de andere zanger (mezzosopraan) het verhaal per persoon afmaakt. Af en toe zingen Dood en levende samen. De muziek begint scherp en zit in de traditie van de klassieke muziek van de 20e eeuw, maar lost naar het einde op in meer tonale muziek, die haast mededogen uitstraalt. Aan het slot is de contrafagot dan wel contraforte goed te horen in een stille passage; het werk sterft zelf ook weg. Ook de compositie blijkt niet te kunnen winnen van De Dood.
De volgorde:
1. De Dood
2. De Paus: die blaaskaas met zijn veel te grote hoofddeksel, dat moet eraf om in de doodskist te kunnen
3. De Dood
4. De keizer; zelfs te machtigste keizer staat machteloos tegenover de dood
5. De Dood
6. De kardinaal; van de kardinaal blijft niets anders over dan een stinkende hond
7. De Dood
8. De koning; een machtig man, maar kan de dood niet van zich af houden
9. De Dood
10. De abt; kan mannen opsluiten in een klooster, maar ook hij verliest uiteindelijk en moet zijn klooster uit;
11. De Dood
12. De ridder; trekt onverschrokken ten strijde, maar zijn maliënkolder begeeft het als hij met de dood vecht
13. De Dood
14. De burgemeester; kan overal over beslissen, maar gaat ten onder
15. De dokter; kan iedereen genezen, maar valt uiteindelijk zelf ten prooi
16. De woekeraar, geld kan hem niet redden van de dood
17. De koopman, ziet er altijd verzorgd uit, maar heeft kleding passend bij de dood
18. De koster, wil maar hogerop komen, maar wordt daarin gestopt door de dood
19. De Dood
20. De ambachtsman; denkt alles te kunnen maken, maar kan de dood niet wegwerken;
21. De Dood
22. De boer; is steeds bezig met de dood en probeert hem steeds te ontwijken (honger etc.) maar moet uiteindelijk het onderspit delven
23. Het meisje, wil altijd dansen, maar mag weigeren, behalve als ze niet wil dansen met de Dood; ze zal met hem moeten dansen;
24. Het kind/de baby, kan nog niet eens lopen, maar moet toch met de dood dansen.

Adès schreef het werk voor:
- mezzosopraan, bariton
- 3 dwarsfluiten (I,II ook piccolo, III ook piccolo en altfluit), 3 hobo’s (III ook althobo)
- 3 klarinetten (I ook esklarinet, II ook basklarinet, III ook basklarinet met lage C) , 3 fagotten (II ook contrafagot, III contraforte of contrafagot met lage A)
- 4 hoorns, 3 trompetten/flugelhorns, 2 trombones, 1 bastrombone, 1  tuba
- pauken/rototoms, 6-8  man/vrouw percussie, 1 harpen, 1 piano / celesta
- violen, altviolen, celli, contrabassen